# جاك روش
جاك روش (بالإنجليزية: Jack Roche)‏ هو لاعب كرة قاعدة أمريكي، ولد في 22 نوفمبر 1890 في لوس أنجلوس في الولايات المتحدة، وتوفي في 30 مارس 1983 في بيوريا في الولايات المتحدة.

## وصلات خارجية
- جاك روش على موقعبيزبول رفرنس.كوم (الدوري الرئيسي) (الإنجليزية)
- جاك روش على موقعبيزبول رفرنس.كوم (الدوري الثانوي) (الإنجليزية)